# 彼得·西波隆
彼得·西波隆（英語：Peter Cipollone，1971年2月5日—），美国男子赛艇运动员。他曾代表美国参加2000年和2004年夏季奥林匹克运动会赛艇比赛，其中2004年奥运会获得一枚金牌。